# Crimson Jazz Trio
The Crimson Jazz Trio — джазовое трио, созданное в 2004 году Иэном Уоллесом, бывшим участником рок-группы King Crimson, для исполнения джазовых интерпретаций композиций King Crimson.
Кроме самого Уоллеса (ударные инструменты), в трио вошли Тим Ландерс (бас-гитара) и Jody Nardone (фортепиано).
Трио обработало более полутора десятков произведений группы King Crimson разных лет, записав два альбома: King Crimson Songbook, Volume One (2005) и King Crimson Songbook, Volume Two (2009), причём второй из них был издан уже после смерти основателя группы Уоллеса (в 2007). В записи второго альбома принимали участие двое коллег Уоллеса про проекту 21st Century Schizoid Band — Мел Коллинз и Jakko Jakszyk, первый из которых ранее был участником и самой группы King Crimson, а второй стал им впоследствии.

## Дискография

### King Crimson Songbook, Volume One (2005)
1. «21st Century Schizoid Man» — 6:53
2. «Three Of A Perfect Pair» — 6:11
3. «Catfood» — 6:19
4. «Starless» — 10:40
5. «Ladies Of The Road» — 6:44
6. «I Talk To The Wind» — 9:56
7. «Red» — 5:59
8. «Matte Kudasai» — 9:07

### King Crimson Songbook, Volume Two (2009)
1. «The Court Of The Crimson King» — 6:16
2. «Pictures Of A City» — 6:29
3. «One Time» — 9:16
4. «Frame By Frame» — 5:30
5. «Inner Garden» — 5:34
6. «Heartbeat» — 8:56
7. «Islands Suite»:
  1. «Press Gang»  — 2:32
  2. «Zero Dark Thirty»  — 2:18
  3. «Formentera Lady»  — 7:32
  4. «Sailor's Tale»  — 3:45
  5. «The Plank»  — 2:14
8. «Lament» — 9:20